# Adolf Vallazza

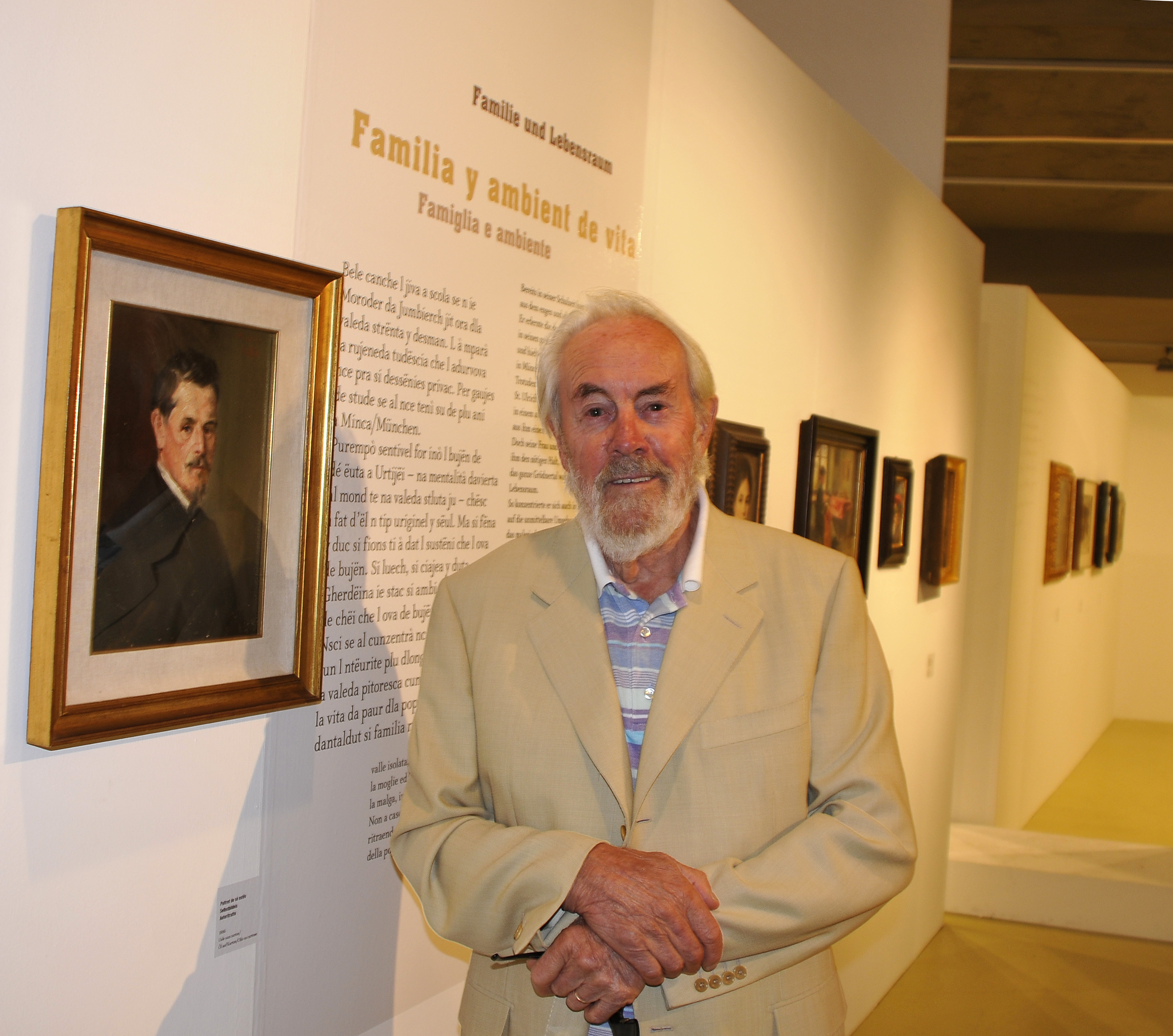
Adolf Vallazza in einer Ausstellung von Werken des Josef Moroder Lusenberg, seines Großvaters (2009).

Adolf Vallazza (* 22. September 1924 in St. Ulrich in Gröden) ist ein Holzbildhauer in St. Ulrich in Südtirol. Er schafft Kunstwerke – vor allem Totems und Stühle – aus altem Holz. Begonnen aber hat er als Herrgottschnitzer in der Werkstatt des Luis Insam-Tavella in Gröden. Über Europa hinaus ist er bekannt durch Exponate in diversen Guggenheim-Ausstellungen. Er ist ein Enkel des akademischen Malers Josef Moroder-Lusenberg.